# Cutato
Cutato, também grafada como Kutato, é uma vila e comuna angolana que se localiza na província do Bié, pertencente ao município de Chinguar.